# Santa María del Cubillo
Santa María del Cubillo è un comune spagnolo di 392 abitanti situato nella comunità autonoma di Castiglia e León.

## Popolazione
- 378 abitanti (INE 2005).

In estate la popolazione si quadruplica, in quanto i discendenti degli antichi abitanti vengono a passare le vacanze nella terra dei loro avi.